# Calamus trachycoleus
Calamus trachycoleus är en enhjärtbladig växtart som beskrevs av Odoardo Beccari. Calamus trachycoleus ingår i släktet Calamus och familjen Arecaceae. Inga underarter finns listade i Catalogue of Life.